# Down Under Classic 2007
La Down Under Classic 2007, seconda edizione della corsa ed apertura ufficiale del Tour Down Under 2007, si svolse il 16 gennaio 2007, per un percorso totale di 50 km attorno alla cittadita di Adelaide, Australia. Fu vinto dall'australiano Mark Renshaw, alla prima vittoria nella corsa.

## Ordine d'arrivo (Top 10)
| Pos. | Corridore       | Squadra         | Tempo    |
| ---- | --------------- | --------------- | -------- |
| 1    | Mark Renshaw    | Crédit Agricole | 1h03'01" |
| 2    | Hilton Clarke   | Navigators      | s.t.     |
| 3    | Simon Clarke    | SouthAustralia  | s.t.     |
| 4    | Robbie McEwen   | Predictor       | s.t.     |
| 5    | Allan Davis     | UniSA           | s.t.     |
| 6    | Brett Lancaster | Milram          | s.t.     |
| 7    | Baden Cooke     | Unibet.com      | s.t.     |
| 8    | Stuart O'Grady  | CSC             | s.t.     |
| 9    | Enrico Degano   | Barloworld      | s.t.     |
| 10   | Hans Dekkers    | Agritubel       | s.t.     |